# Palm

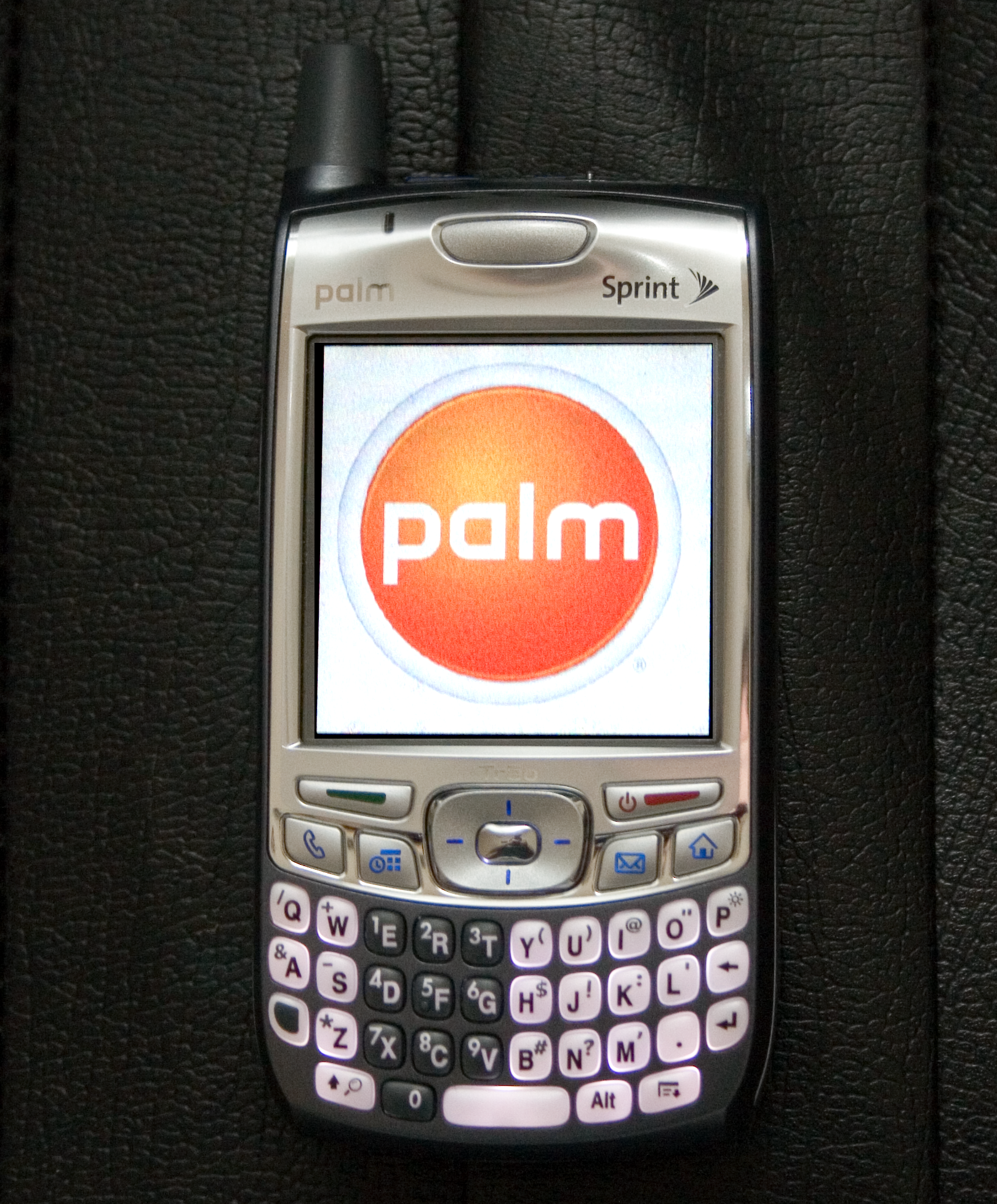
Smartfon Palm Treo 700p

Palm – określenie palmtopa pracującego pod kontrolą systemu operacyjnego Palm OS.
Pierwotnie określenie Palm stosowano tylko do urządzeń wyprodukowanych przez firmę Palm lub 3com. Jednymi z większych producentów urządzeń z Palm OS były także firmy Handspring, Sony i Tapwave, których produkty również określało się mianem Palmów. Handspring w 2004 roku został wykupiony przez Palm (wówczas „palmOne”). Sony w 2004 roku, a Tapwave w 2005 roku zaprzestało produkcji urządzeń z Palm OS.
Urządzenia oparte na systemie Palm OS możliwościami i parametrami konkurują z urządzeniami Pocket PC.